# Terihi
Terihi – mała, niezamieszkana, skalista wyspa, położona w archipelagu Markizów, należącym do Polinezji Francuskiej na Pacyfiku. Ma powierzchnię 0,15 km². Długość linii brzegowej wynosi 3,40 km. Wraz z pobliską wyspą Moho Tani tworzy rezerwat przyrody Motane.